# Rellotge de lleixa

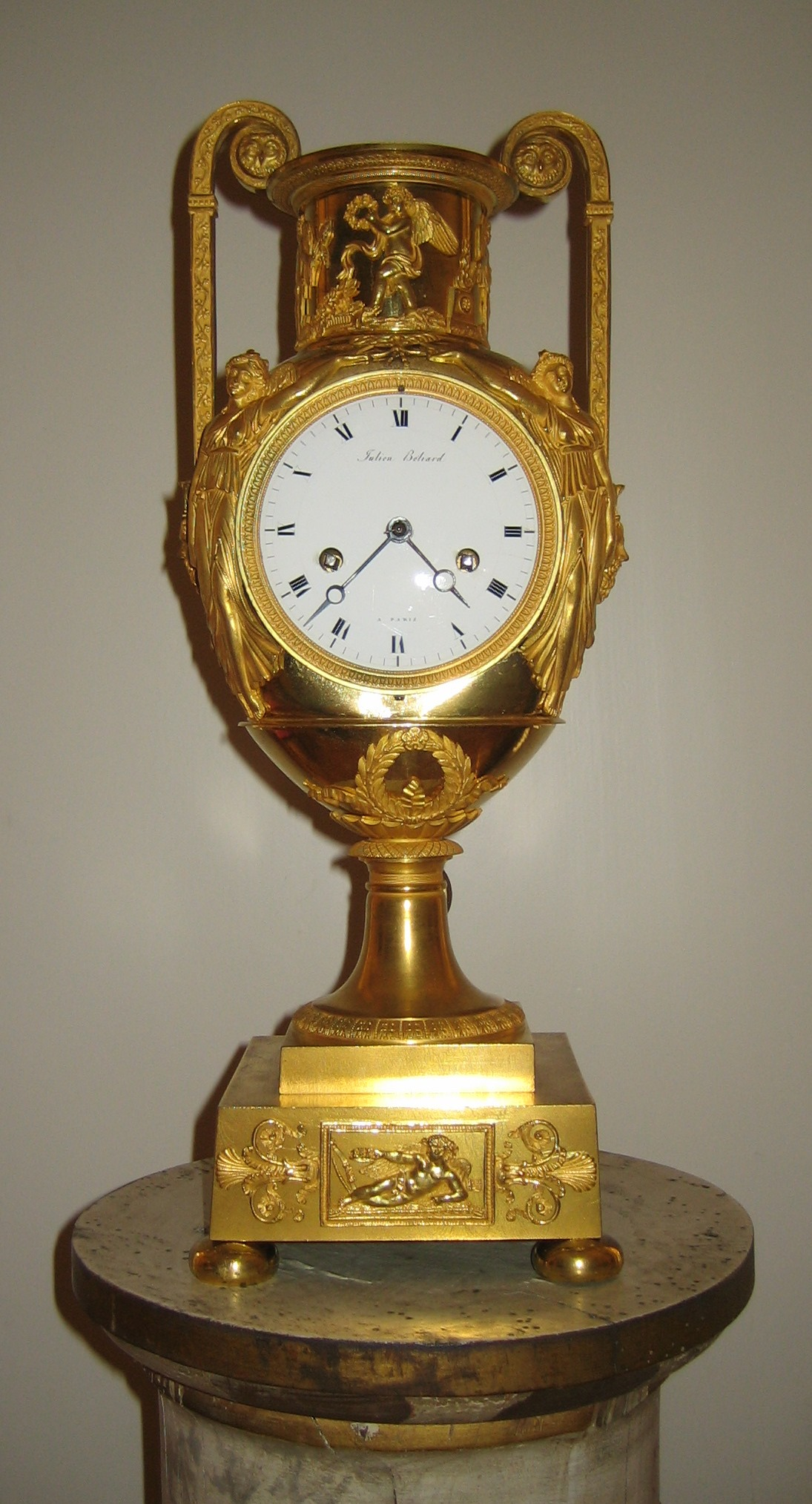
Rellotge de lleixa (vers 1800) de Julien Béliard, París, maître horloger gravat a la rue Saint-Benôit i rue Pavée l'any 1777, encara actiu el 1817, o Julien-Antoine Béliard, maître horloger l'any 1786, gravat a la rue d'Hurepoix, 1787-1806.

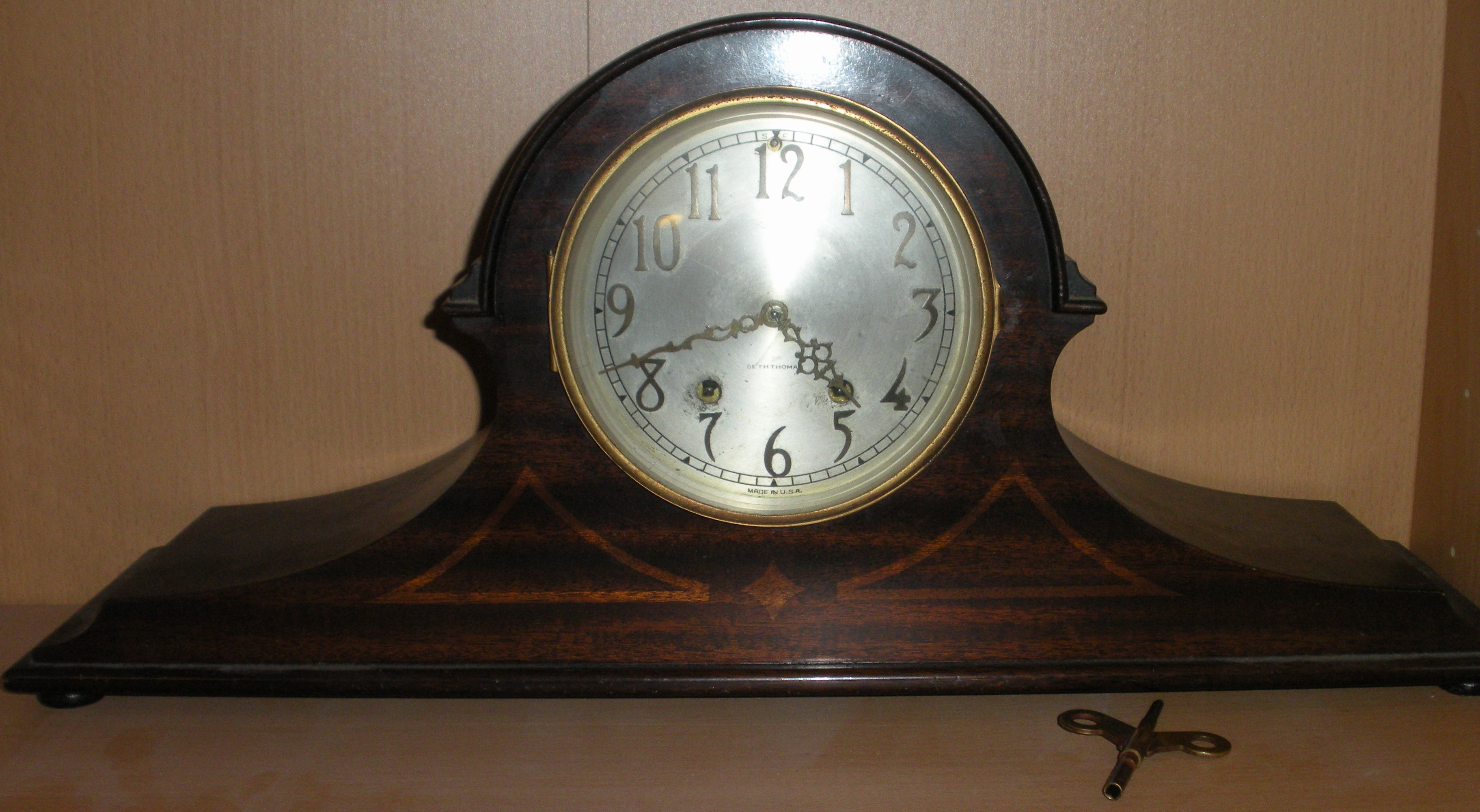
Un rellotge de lleixa d'estil americà Seth Thomas, que data del 1930.

Rellotges de lleixa o rellotges de prestatge, són rellotges de casa, relativament petits, que tradicionalment es col·loquen en un prestatge o lleixa, sobre la llar. La forma, primerament creada a França en la dècada de 1750, es pot distingir dels rellotges de cambra anteriors de grandària similar per l'absència d'anses per al transport.
Aquests rellotges sovint són ornamentats i decoratius. Es construeixen tot sovint a partir de qualsevol combinació d'ormolú, porcellana i fusta. Un dels rellotges de taula més comuns i valorats és el rellotge d'estil francès de l'Imperi.
El rellotge de prestigi de Simon Willard (mig rellotge, rellotge de prestatge de Massachusetts) va ser un rellotge relativament econòmic produït pel famós obrador de Simon Willard a Roxbury Street, a Boston al Massachusetts, pels volts de les primeres dècades del segle xix. Just després d'inventar el rellotge de banjo, Simon Willard va portar el disseny més enllà: creà el rellotge prestatge de Massachusetts que té relació amb els tradicionals rellotges de suport. La nova creació de Simon va funcionar durant vuit dies.

## Especificacions
En contrast amb els rellotges de paret, els moviments dels quals van units al tauler posterior, el rellotge de prestatge tenia el seu moviment sostenint-se en un tauler de seients. A la dècada de 1790 a Boston, Simon Willard va començar a vendre altres rellotges d'aquesta mena. De fet, semblava un rellotge alt normal, la caputxa i la base eren directament unides, sense cos. Aquests models inclouen una segona mà i un bastiment de calendari.

## Era Georgiana
Els rellotges de prestatgeries de Simon Willard anaven orientats al pes i alguns models tenien una base estesa per al pes, per la qual cosa van obtenir-ne un període de funcionament d'una setmana. Apart, tenien un escapament d'agulla. Solien portar un mecanisme de soneria. La llargària del pèndol es podria ajustar gràcies a un forat a la cara del rellotge a la posició de les 12, de manera que no era necessari d'obrir-ne la caixa.

## Arts decoratives victorianes
Alguns rellotges de prestatge posteriors van presentar dues tauletes de vidre d' acabat artístic que eren al costat del dial circular. Tot el rellotge es va muntar a les potes del lleó. Els rellotges de prestatge de Willard es van produir fins als anys 1830. Els Germans Willard van revolucionar la fabricació del rellotge tant per la divisió laboral com per la utilització de múltiples parts prèviament modelades. No obstant això, s'accepta comunament que històricament els seus rellotges no eren definitivament populars. Ara, Eli Terry va popularitzar la propietat del rellotge entre els nord-americans. Actualment, els rellotges de Simon Willard són reconeguts com a obres mestres a Amèrica. Com a tal, són molt recercats per antics i museus. Un rellotge de Simon Willard en perfecte estat es pot comprar a partir de 50.000$ fins a 250.000$.

## En la cultura popular
Una figura animada d'un rellotge de taula, "Cogsworth", és un personatge dels films de Disney, La Bella i la Bèstia (1991) i Bella i la Bèstia (2017).